# Стадион Виндзор парк
Стадион Виндзор парк (енгл. Windsor Park (Dominica)) је вишенаменски стадион у Розоу, Доминика. Служи као национални стадион и користи се углавном за утакмице крикета. Друге употребе укључују Светски фестивал креолске музике, финале такмичења Калипсо и избор за мис Доминике.
Стадион је међународног стандарда Међународног савета за крикет (ИЦЦ) са објектима са 12.000 седишта, приватним ложама, медијским центром, мрежама за вежбање, комплексом за представљање играча, дигиталним таблама за резултате и пет терена за крикет.

## Историја
Стадион је добио име по Виндзору у Енглеској и налази се на источној страни Розоа. Терен је добијен уклањањем депоније за смеће која је раније била позната као Кравји град. Постало је популарно место за спортове свих врста, карневалских активности, трка коња и магараца, државне параде и играло је централну улогу у животу острва. Године 1999. планиран је национални стадион за ово место, али након рушења свих постојећих трибина и суседних зграда, укључујући бившу школу која је некада била одељење болнице Розоу, пројекат је напуштен и локација је била напуштена до 2005. године.
Нови радови на стадиону почели су 23. марта 2005. године, на прву годишњицу успостављања дипломатских односа између НР Кине и Доминике. Стадион је један од „пројеката четири стуба“ које је Народна Република Кина обећала Доминики као резултат Меморандума о разумевању (МОУ) током успостављања веза између Доминике и Кине. На стадион се гледа као на поклон по цени од 33 милиона ЕК$, (17 милиона долара, 12 милиона евра), од владе Народне Републике Кине влади и народу Комонвелта Доминика.
Радови на стадиону су завршени 7. фебруара 2007. године. Радови на пратећим објектима стадиона довели су до тога да стадион није коришћен пре маја 2007. године, због чега су пропустиле било какве активности везане за Светско првенство у крикету 2007. године, које је одржано на Карибима. Церемонија примопредаје стадиона од кинеских званичника Доминици одржана је 23. марта, обележавајући трећу годину дипломатских веза са Народном Републиком. Дана 24. октобра 2007. године свечаном церемонијом је званично отворен Национални спортски стадион Виндзор Парк. Светски фестивал креолске музике (ВЦМФ) одржан је од 25. до 27. октобра као прва званична активност на стадиону.

## Активности
Дана 6. фебруара 2008. године Фудбалска репрезентација Доминике је одиграла своју прву квалификациону утакмицу за Светско првенство 2010. против Барбадоса пред 4.200 гледалаца у Виндзор парку.
Доминика је била домаћин своје прве две једнодневне међународне утакмице крикета на стадиону Виндзор парк, између Западне Индије и Бангладеша. Утакмице су одигране 26. и 28. јула 2009. године.
Виндзор Парк је био домаћин првог тест меча у крикету између Западне Индије и Индије од 6. до 10. јула 2011. године.